# Правительство Беаты Шидло
Правительство Беаты Шидло — правительство Польши, сформированное и утвержденное в ноябре 2015 года.

## История
После парламентских выборов в 2015 году, на которых одержала победа партия Право и справедливость, премьер-министр Эва Копач (член партии Гражданская платформа) подала в отставку на первом заседании нового состава Сейма.
13 ноября 2015 года президент Анджей Дуда назначил представительницу ПиС Беату Шидло премьер-министром, поручив ей сформировать новый состав правительства. Согласно Конституции Польши, новое правительство должно получить вотум доверия со стороны Сейма. 16 ноября 2015 года новое правительство было приведено к присяге.
7 декабря 2017 года Председатель Совета Министров Беата Шидло подала заявление о своей отставке, которое было удовлетворено. Таким образом, все члены правительства с 7 декабря являются исполняющими обязанности до назначения нового правительства и утверждения нового премьер-министра.

## Состав
| Должность                                                         | Фото | Занимающий должность                     | Партия                 | Начало периода                              |
| ----------------------------------------------------------------- | ---- | ---------------------------------------- | ---------------------- | ------------------------------------------- |
| Председатель Совета Министров                                     |      | Беата Шидло (р. 15 апреля 1963 года)     | Право и справедливость | 16 ноября 2015 года                         |
| Вице-премьер, Министр культуры и национального наследия           |      | Пётр Глиньский (р. 20 апреля 1954 года)  | Право и справедливость | 16 ноября 2015 года                         |
| Вице-премьер, Министр науки и высшего образования                 |      | Ярослав Говин (р. 4 декабря 1961 года)   | Польша вместе          | 16 ноября 2015 года                         |
| Вице-премьер, Министр финансов и развития                         |      | Матеуш Моравецкий (р. 20 июня 1968 года) | Право и справедливость | 16 ноября 2015 года                         |
| Министр инфраструктуры и строительства                            |      | Анджей Адамчик                           | Право и справедливость | 16 ноября 2015 года                         |
| Министр спорта и туризма                                          |      | Витольд Банька                           | беспартийный           | 16 ноября 2015 года                         |
| Министр внутренних дел и администрации                            |      | Мариуш Блащак                            | Право и справедливость | 16 ноября 2015 года                         |
| Министр морской экономики и внутреннего судоходства               |      | Марек Грубарчик                          | Право и справедливость | 16 ноября 2015 года                         |
| Министр государственной казны                                     |      | Давид Яцкевич                            | Право и справедливость | 16 ноября 2015 года                         |
| Министр сельского хозяйства и развития села Польши                |      | Кшиштоф Юргель                           | Право и справедливость | 16 ноября 2015 года                         |
| Министр без портфеля, координатор работы спецслужб                |      | Мариуш Каминьский                        | Право и справедливость | 16 ноября 2015 года                         |
| Министр без портфеля, руководитель Канцелярии премьер-министра    |      | Беата Кемпа                              | Солидарная Польша      | 16 ноября 2015 года                         |
| Министр без портфеля, глава Постоянного комитета Совета министров |      | Хенрик Ковальчук                         | Право и справедливость | 16 ноября 2015 года                         |
| Министр национальной обороны                                      |      | Антоний Мацеревич                        | Право и справедливость | 16 ноября 2015 года                         |
| Министр здравоохранения                                           |      | Константин Радзивилл                     | Право и справедливость | 16 ноября 2015 года                         |
| Министр семьи, труда и социальной политики                        |      | Элжбета Рафальская                       | Право и справедливость | 16 ноября 2015 года                         |
| Министр внедрения цифровых технологий                             |      | Анна Стрежиньская                        | беспартийный           | 16 ноября 2015 года                         |
| Министр финансов                                                  |      | Павел Шаламаха                           | беспартийный           | 16 ноября 2015 года — 28 сентября 2016 года |
| Министр окружающей среды                                          |      | Ян Шишко                                 | Право и справедливость | 16 ноября 2015 года                         |
| Министр энергетики                                                |      | Кшиштоф Тхужевский                       | Право и справедливость | 16 ноября 2015 года                         |
| Министр иностранных дел                                           |      | Витольд Ващиковский                      | Право и справедливость | 16 ноября 2015 года                         |
| Министр без портфеля                                              |      | Эльжбета Витек                           | Право и справедливость | 16 ноября 2015 года                         |
| Министр национального образования                                 |      | Анна Залевская                           | Право и справедливость | 16 ноября 2015 года                         |
| Министр юстиции, генеральный прокурор                             |      | Збигнев Зёбро                            | Солидарная Польша      | 16 ноября 2015 года                         |